# Regis Terencio

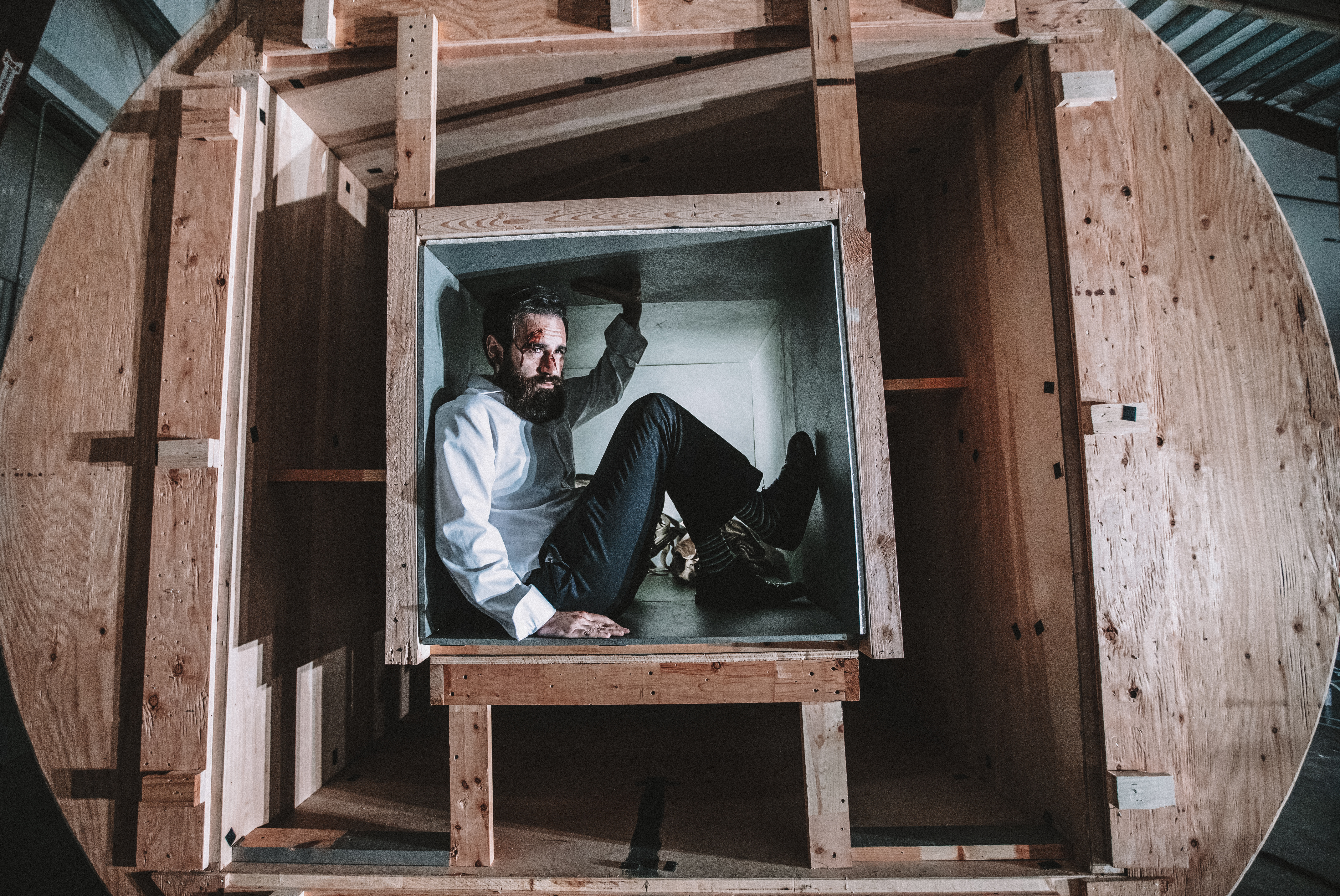

Regis Terencio (Campinas, 16 de março de 1987) é um   ator e produtor brasileiro.
Regis nasceu em Campinas, interior de São Paulo, e iniciou sua carreira aos 9 anos com participações no quadro Retrato Falado com Denise Fraga - Fantástico; no seriado Sandy & Junior (série); e diversos comerciais. Ficou muitos anos nos palcos de teatro. Aos 17 anos começou a trabalhar na Microsoft como roteirista de desenho animado para simulações com conteúdo escolar (objetos de aprendizagem). Aos 21 anos representou o Brasil como "Caso de Sucesso" em um fórum de líderes das Américas em Miami, EUA, onde discursou perante Bill Gates e diversos líderes da América Latina.  
Regis mudou-se para Dublin, Irlanda, onde estudou Film Production.
Em 2013 Regis teve participação especial em 2 filmes nos EUA: "A Letter for Joe";  e "Abound", o qual teve estreia em um festival em Hollywood, o 168 Film Project, onde ficaram entre os finalistas. Neste filme Regis trabalhou com grandes estrelas como Rachel Hendrix (de "Bebê de Outubro") e Michael Joiner (de "O Poder da Graça", "Rumores de Guerra" e "Meu Nome é Paulo"). Ainda em 2013 Regis trabalhou como protagonista do longa-metragem Brasileiro "Labirintos Internos", um filme baseado na história bíblica de Oseias e que foi usado em uma campanha com cunho social contra o turismo sexual durante a Copa do Mundo de 2014. Filme com o qual Regis recebeu a indicação de "Melhor Ator" no FNC 2014.
Em Julho de 2014 Regis Terencio foi convidado para palestrar no Gideon Film Festival,  Orlando - EUA. Em Novembro foi convidado para palestrar e compor a banca de jurados no Enfoque International Film Festival em San Juan, Porto Rico.
Sua experiência internacional o levou a trabalhar em uma diversidade de funções, projetos e países.
Em 2015 criou o site www.atormemoravel.com - com dicas e estratégias de branding para atores.
Em 2018 Regis recebeu o convite de associar-se à produtora norte-americana Big Puddle Films, em Los Angeles - California, onde atualmente reside e está envolvido em diversas produções, assumindo o cargo de Produtor Geral.  Entre seus trabalhos mais recentes estão o longa de sci-fi 'The Abandon' (2024) lançado nos cinemas Norte Americanos em 19 de Julho de 2024 pelo estúdio vencedor de Oscar LIONSGATE e a série documental ‘Impact Hope’, que busca trazer luz sobre a situação dos refugiados de Ruanda.
The Abandon: Um Thriller de Ficção Científica Abordando a Saúde Mental
Regis Terencio traz sua habilidade criativa para The Abandon, um thriller de ficção científica que divaga por mistérios talvez sobrenaturais ou talvez extraterrestres (fica a dúvida para quem assistir) enquanto aborda a questão crítica do PTSD e dos danos à saúde mental causados pela guerra. Com lançamento nos cinemas dos EUA em 19 de julho de 2024 pelo estúdio vencedor de Oscar - Lionsgate, este filme não só entretém, mas também provoca conversas essenciais sobre o impacto psicológico de guerras.
Produzido por Regis Terencio e Victoria Hadeler, The Abandon é uma produção de MillHouse Pictures dirigida por Jason Satterlund. O filme conta a história de um soldado ferido que desperta em um estranho cubo que testa seus limites físicos e mentais enquanto ele tenta encontrar uma maneira de escapar contra o relógio.
Regis não só produziu o filme, mas também assumiu um papel coadjuvante convincente ao lado dos atores principais Jonathan Rosenthal e Tamara Perry. Ele adiciona profundidade e autenticidade à narrativa, trazendo o orgulho brasileiro ao interpretar um personagem brasileiro falando português em um filme de Hollywood. No filme, quando o soldado americano pergunta ‘Você não fala Inglês?’, o personagem de Regis retruca ‘Você não fala Português?’. Regis teve a autoria de colocar esta frase no roteiro, assim como a maioria de suas frases em Português, onde ele pode criar o que seu personagem falaria. 
The Abandon promete apelo comercial com seu tema de ficção científica, mantendo o público sempre tentando adivinhar se há ou não o real envolvimento de forças sobrenaturais ou extraterrestres ao longo da história.
Impact Hope: Uma Série Documental Inovadora sobre Refugiados de Ruanda
Produzido por Big Puddle Films e dirigido por Jason Satterlund em colaboração com a instituição sem fins lucrativos Impact Hope, Regis Terencio assinou seu trabalho criativo como Story Producer e Editor nesta série documental de mesmo nome da ONG, Impact Hope, que lança luz sobre as dificuldades enfrentadas pelos refugiados Ruandeses. Notavelmente, 30% desta série foi criada usando inteligência artificial, marcando-a como uma das primeiras séries lançadas na televisão norte-americana a utilizar esta tecnologia. A série visa educar os espectadores sobre a situação dos refugiados, encorajando o patrocínio e o apoio para transformar vidas através da educação e do empoderamento comunitário.
Mindy Thygeson, fundadora da Impact Hope, enfatiza o efeito cascata do patrocínio: “Quando você patrocina um estudante, você não está apenas patrocinando aquela criança. Você está impactando toda sua família e a comunidade inteira.” Impact Hope destaca essas histórias inspiradoras, demonstrando como a educação e o apoio podem criar mudanças duradouras.
Conectando-se com Outros Cineastas Brasileiros em Hollywood
Regis Terencio faz parte de uma crescente onda de cineastas brasileiros que estão causando um impacto significativo em Hollywood ao usar o poder da narrativa para abordar questões sociais importantes. 
Entre eles está Fernando Meirelles, conhecido por Cidade de Deus, que explora as duras realidades das favelas do Rio de Janeiro. O filme Tropa de Elite, de José Padilha, investiga a corrupção policial e a violência, enquanto A Vida Invisível de Eurídice Gusmão, de Karim Aïnouz, examina a vida das mulheres em uma sociedade patriarcal. Que Horas Ela Volta?, de Anna Muylaert, destaca as diferenças de classe e a dinâmica do trabalho doméstico. Além disso, Wagner Moura, renomado por sua atuação, dirigiu Marighella, um filme sobre o revolucionário brasileiro Carlos Marighella, que aborda temas de resistência e justiça social. Moura também estrela Civil War, uma exploração comovente do conflito social e da condição humana. Juntos, esses cineastas, incluindo Terencio com seus projetos impactantes, estão usando suas plataformas para defender a mudança social e ressoar com o público global.
Fusão do Entretenimento e Propósito Social

O compromisso de Regis Terencio com o impacto social vai além do cinema. Sua nova iniciativa, SCAYE, reflete sua dedicação em unir entretenimento com propósito social. Através da SCAYE, ele faz parcerias com instituições de caridade, celebridades e marcas para criar campanhas de arrecadação de fundos que oferecem prêmios e experiências únicas. Os rendimentos dessas iniciativas apoiam várias causas sociais, com uma parte reinvestida na produção e licenciamento de música, filmes e programas de TV que perpetuam esse ciclo de doações.